# Uporaba streliva z belim fosforjem med rusko invazijo na Ukrajino (2022)
Med rusko invazijo na Ukrajino leta 2022 so ukrajinske oblasti večkrat obtožile Rusijo, da je marca v bojih za Kijev in Kramatorsk ter maja proti branilcem v jeklarni Azovstal v Mariupolu uporabila strelivo z belim fosforjem. Rusko obrambno ministrstvo je trdilo, da so oborožene sile Ukrajine konec februarja uporabile fosforjevo strelivo pri obrambi letališča Gostomel.
Neodvisni strokovnjaki, s katerimi so se pogovarjali mediji, so navedli, da primanjkuje podatkov za nedvoumno ugotovitev vrste uporabljenega streliva.

## Uredbe in uporaba
Zažigalno strelivo je prepovedano z Ženevsko konvencijo, katere določbe so zavezujoče za vse države v vojaških spopadih. Ker pa ima beli fosfor zakonito uporabo, z njim napolnjeno strelivo ni neposredno prepovedano z mednarodnim humanitarnim pravom. Strokovnjaki ga ne obravnavajo kot zažigalnega, ampak kot maskirnega, saj je njegov glavni cilj ustvariti dimno zaveso.
Beli fosfor se pri stiku s kisikom vžge in med zgorevanjem sprosti veliko dima. Vojska lahko tovrstno zaveso uporablja za prikrivanje gibanja vojakov. Vendar pa so zaradi kemičnih lastnosti snovi fosforjeve bombe še posebej nevarne: temperatura gorenja fosforja je 800–2500 °C; lepi se na različne površine, vključno s kožo in oblačili; goreči beli fosfor je težko pogasiti. Beli fosfor lahko povzroči globoke opekline, ostanki snovi v tkivih pa se lahko po začetnem zdravljenju ponovno vnamejo. Vojaškim zdravnikom, ki so običajno omejeni z zdravstvenimi viri, je težko zagotoviti pravočasno in celotno pomoč žrtvam. Tisti, ki opekline preživijo, pa lahko umrejo zaradi zastrupitve z belim fosforjem (in posledične odpovedi organov). Poleg tega lahko požari, ki jih povzročijo zažigalni projektili, uničijo civilne zgradbe in premoženje ter poškodujejo pridelke in živino. Humanitarne organizacije, kot je Human Rights Watch, pozivajo vlade k vključitvi fosforjevega streliva v Konvencijo ZN o določenem konvencionalnem orožju.
Kljub nevarnostim pa Konvencija o kemičnem orožju za leto 2022 fosfornih bomb ni razvrstila kot takih. Nevladne mednarodne organizacije so njihovo uporabo zabeležile med vojaškimi spopadi v Siriji, Afganistanu, Gazi in na drugih vojnih območjih. Uporaba fosforjevih bomb v bližini naseljenih območij ali civilistov je še vedno vojni zločin, saj humanitarno pravo zahteva selektivnost vojaških napadov. Poveljstvo je dolžno razlikovati med civilisti in vojaki ter civilnimi in vojaškimi objekti, kar je pri uporabi tovrstnega orožja v naseljenih območjih nemogoče.

## Uporaba med rusko invazijo leta 2022
25. marca 2022 je ukrajinski predsednik Volodimir Zelenski v nagovoru voditeljem zveze NATO obtožil rusko vojsko uporabe fosfornih granat proti civilistom: "Mimogrede, danes zjutraj so bile uporabljene fosforjeve bombe. Ruske fosforjeve bombe. Spet so bili ubiti odrasli, spet otroci." Konec meseca je namestnik vodje kijevske policije poročal o obstreljevanju Kramatorska z zažigalnimi fosforjevimi granatami. V medijih so zaokrožile fotografije iz Kijeva, ki so prikazovale značilne bliske. Čeprav takrat uporabe fosforjevega streliva niso potrdile neodvisne organizacije, so strokovnjaki možnost priznali. K uporabi tovrstnega nevarnega orožja sta ruske oblasti morda prisilila aktiven ukrajinski odpor ter slabo napredovanje ruske ofenzive.
Namestnica ukrajinske ministrice za obrambo Anna Maljar je dejala, da je vlada med blokado Mariupola začela preverjati informacije o uporabi kemičnega orožja, kamor sodijo tudi fosforjeve bombe. Vodja doneške regionalne administracije in ukrajinski politik Pavlo Kirilenko je potrdil napad drona z neznano eksplozivno napravo, pri čemer so se tri osebe slabo počutile in so bile tako hospitalizirane. Proruske sile Doneške ljudske republike so uporabo prepovedanega orožja v Mariupolu zanikale.
Sredi maja je Ljudmila Denisova, varuhinja človekovih pravic v Ukrajini, obtožila ruske sile napada mariupolske metalurške tovarne Azovstal z zažigalnimi in fosforjevimi bombami 9M22S. To je potrdil videoposnetek poveljnika Doneške ljudske republike Aleksandra Kokadovskega, ki je prikazoval značilne utripe nad tovarno. Takrat so ob podpori Mednarodnega odbora Rdečega križa in ZN evakuirali številne civiliste, ki so se pred tem zatekli v elektrarno. Kljub temu je na ozemlju ostalo približno tisoč ukrajinskih vojakov, ruske sile pa so iz Mariupola blokirale vse evakuacijske.
Zahodni strokovnjaki se niso strinjali, ali je bilo obstreljevanje Azovstala dejanje uporabe fosforjevega streliva ali običajnih 9M22S termitnih granat na osnovi magnezijeve zlitine. Rusko poveljstvo izbire uporabljenega orožja ni komentiralo. Ruski mediji namigujejo, da videoposnetek iz Azovstala prikazuje izstrelke Grad s pirotehničnim polnilom in ne fosforjevih bomb.
Indian Defense View in Samir, odprtokodna obveščevalna analitika, pojasnjujeta, da so verjetno uporabljali zažigalne granate 9M22S, ki jih je razvil NPO Splav leta 1971 na podlagi visokoeksplozivnega razdrobljenega streliva 9M22. Namesto visokoeksplozivne razdrobljene bojne glave ima raketa 9M22S bojno glavo 9N510 z 180 ločenimi zažigalnimi elementi. Ti zažigalni elementi so zasnovani za vžig vegetacije, skladišč ali goriva in so sestavljeni iz šesterokotnih prizm iz magnezijeve zlitine, znane kot ML5, napolnjenih s termitom podobno pirotehnično sestavo. Vsak element ima nazivno dolžino 40 mm in širino 25 mm ter čas gorenja najmanj 2 minuti. Opozoriti je treba tudi, da je učinek tega zažigalnega, pa tudi običajnega streliva za razsvetljavo (zlasti ponoči), navzven pogosto podoben uporabi fosforjevega streliva.
Sergij Gajdaj, guverner Luganske oblasti, je ruske napadalce označil za vojne zločince, njihova dejanja pa je primerjal z dejanji nacistov. Ukrajinsko tožilstvo je 16. maja začelo preiskavo o morebitni uporabi zažigalnega orožja proti braniteljem Azovstala.